# رونایلی کالیرا
رونایلی کالیرا (به پرتغالی: Ronaille Calheira Seará) مهاجم اهل برزیل است که در شهر باهیا و در تاریخ ۱۳ مارس ۱۹۸۴ به دنیا آمده‌است.
رونایلی کالیرا در تیم‌های فوتبال Colo Colo سابقهٔ حضور دارد.